# 赫曼·馬奎茲
赫曼·安德列斯·馬奎茲（西班牙語：Germán Andres Márquez，1995年2月22日—），為美國職棒大聯盟的投手，目前效力於科羅拉多洛磯。他在2018年拿下銀棒獎。

## 職業生涯

### 坦帕灣光芒
2011年，馬奎茲以國際自由球員身份與光芒隊簽約。他在2015年進入球隊的40人名單。

### 科羅拉多洛磯
2016年1月28日，他和傑克·麥基一同被交易至洛磯隊，光芒換來柯瑞·迪克森和Kevin Padlo。而馬奎茲在該年9月6日登上大聯盟。
2017年
這年是馬奎茲第一個完整球季，他拿下11勝7敗，防禦率4.39。他的好球率高達53.2%為大聯盟最多，最終他在新人王票選拿下第五名。
2018年
7月11日，他敲出了生涯首發全壘打。而且苦主Daniel Descalso是一名二壘手。馬奎茲也成為繼1986年來首位從野手手中開轟的投手。
9月26日，馬奎茲開局連續投出8次三振，追平大聯盟紀錄。
下半季，馬奎茲開始使用滑球，也讓他的成績變得更好。這年他拿下14勝11敗，防禦率3.77。打擊方面，他的打擊率剛好3成，並敲出1轟與5分打點。這樣的表現也讓他拿下投手銀棒獎。他和凱爾·弗里蘭也聯手幫助球隊連兩年闖進季後賽。
2019年
他在這年與洛磯隊簽下5年4,300萬美元的延長合約。4月14日，他投出1安打的完封勝。該年他拿下12勝5敗，防禦率4.76為生涯最差。8月26日，他因為右手發炎導致球季提前結束。
2020年
這年他拿下4勝6敗，防禦率3.75為生涯新低。不過他也發生3次守備失誤，守備率7成50為全大聯盟最低。

## 外部連結
- 球員資訊和成績在MLB，ESPN，Baseball-Reference，Fangraphs（英文）
- 赫曼·馬奎茲的X（前Twitter）
- 赫曼·馬奎茲的Instagram帳戶